# Alexander Brandon
 Alexander Brandon (n. 29 septembrie 1974, Cleveland, Ohio, SUA) este un compozitor american cunoscut și sub pseudonimul Siren.
A compus melodii la  Straylight Productions, o firmă care producea jocuri video ca  Unreal, Unreal Tournament, Deus Ex, Tyrian, Jazz Jackrabbit 2 și  Jazz Jackrabbit 3D.

## Discografie
- AtmosphereS: Cultures (cu Dan Gardopée)
- AtmosphereS: Dreams (cu  George Sanger)
- AtmosphereS: Moods (cu  Dan Gardopée)
- AtmosphereS: Pulses (cu  Dan Gardopée)
- AtmosphereS: Rhythms (cu  George Sanger)
- Era's End (cu  Bryan Rudge)
- Earthscape
- Violet Eclectic

## Literatură
- . ISBN 978-0735714137. Parametru necunoscut |Titel= ignorat (posibil, |title=?) (ajutor); Parametru necunoscut |Verlag= ignorat (posibil, |publisher=?) (ajutor); Parametru necunoscut |Autor= ignorat (posibil, |autor=?) (ajutor); Parametru necunoscut |Jahr= ignorat (posibil, |year=?) (ajutor); Lipsește sau este vid: |title= (ajutor)